# Luís Alberto (ur. 1983)
Luís Alberto, właśc. Luís Alberto Silva dos Santos (ur. 17 listopada 1983 w Salvadorze) – brazylijski piłkarz występujący na pozycji pomocnika.
W barwach klubów CD Nacional, SC Braga, CD Tondela i GD Chaves rozegrał łącznie 106 spotkań i zdobył 8 bramek w Primeira Liga.